# 圣路易桥
圣路易桥（Pont Saint-Louis）是一条位于巴黎第四区的桥梁，连接塞纳河上的两个天然河岛西岱岛和圣路易岛。桥梁全长67米，宽16米，现存建筑于1970年落成。